# Озёрное (Любарский район)
Озёрное (укр. Озерне) — село на Украине, находится в Любарском районе Житомирской области.
Код КОАТУУ — 1823182905. Население по переписи 2001 года составляет 35 человек. Почтовый индекс — 13101. Телефонный код — 4147. Занимает площадь 1,653 км².

## Адрес местного совета
13130, Житомирская область, Любарский р-н, с. Гизовщина, ул. Комсомольская, 1